# Exhumació
L'exhumació és una excavació que té la missió de rescatar un cos que es trobava enterrat, això no obstant, es considera un sacrilegi per la majoria de les cultures que enterren els seus morts sota terra.
No obstant això sovint hi ha un nombre de circumstàncies en les quals es tolera l'exhumació.
- Si un individu ha mort sota circumstàncies sospitoses, la branca que investiga el cas (ex. Agència de policia) pot exhumar el cos per determinar la causa de la seva mort.
- Un cos pot ser exhumat de manera que pugui ser enterrat en una altra part.

Després de cert temps: 
- Molts cementiris tenen un nombre limitat de terrenys en els quals enterrar els morts. Una vegada que tots els terrenys es troben plens, el contingut de les tombes més velles es mou típicament a una ossera per acomodar més cossos.
- Els arqueòlegs utilitzen les exhumacions per trobar restes humanes que permeten comprendre millor a l'evolució humana o calcular una cronologia.
- Permet a les agències de construcció aclarir antics cementiris per alguna nova infraestructura.

Amb freqüència les cultures tenen diversos tabús sobre l'exhumació. Aquestes diferències donen lloc a conflictes on, per exemple, les empreses de construcció han tingut moltes diferències a l'hora de fer una excavació en un lloc considerat sagrat o protegit cultural i religiosament.
En el folklore i la mitologia, l'exhumació també s'ha associat amb freqüència a l'exercici de ritus sobrenaturals.